# Tetanocera punctifrons
Tetanocera punctifrons är en tvåvingeart som beskrevs av Camillo Rondani 1868. Tetanocera punctifrons ingår i släktet Tetanocera och familjen kärrflugor. Arten är reproducerande i Sverige. Inga underarter finns listade i Catalogue of Life.